# Focker In-Law
Focker In-Law es una próxima película de comedia estadounidense escrita y dirigida por John Hamburg. Robert De Niro, Ben Stiller, Owen Wilson, Blythe Danner y Teri Polo repetirán sus papeles de las películas anteriores de la franquicia "Los padres de mi esposa ", con Ariana Grande uniéndose al reparto.
La película está prevista estrenarse el 25 de noviembre de 2026.

## Reparto
- Robert De Niro como Jack Byrnes
- Ben Stiller como Gaylord "Greg" Focker
- Owen Wilson como Kevin Rawley
- Blythe Danner como Dina Byrnes
- Teri Polo como Pam Byrnes Focker
- Ariana Grande
- Skyler Gisondo
- Beanie Feldstein

## Producción
En diciembre de 2024, se informó que Universal Pictures estaba desarrollando una nueva película de la franquicia "Los padres de ella". John Hamburg iba a escribir el guion, mientras que Robert De Niro, Ben Stiller, Teri Polo y Blythe Danner negociaban repetir sus papeles de las películas anteriores. 
En marzo de 2025, se confirmó que John Hamburg escribiría y dirigiría la película. El elenco también retomaría sus papeles.  En mayo de 2025, Ariana Grande se unió al reparto. 
En junio de 2025, se anunció que Paramount Pictures, cofinanciadora y distribuidora internacional de Little Fockers (2010), coproduciría la película.  Más tarde ese mes, Owen Wilson se unió al elenco, retomando su papel como Kevin Rawley.  A finales de julio, Skyler Gisondo estaba en conversaciones para unirse a la película.  Más tarde ese mes, se anunció que la película se había titulado Focker In-Law, con Gisondo confirmado para unirse al elenco junto a Beanie Feldstein. 
La fotografía principal está programada para comenzar el 18 de agosto de 2025 en la ciudad de Nueva York y se espera que dure hasta el 4 de noviembre. 

## Estreno
Está previsto que Focker In-Law se estrene en Estados Unidos el 25 de noviembre de 2026.